# Circondario di Ménaka
Il circondario di Ménaka è un circondario del Mali facente parte della regione di Gao. Il capoluogo è Ménaka.

## Geografia antropica

### Suddivisioni amministrative
Il circondario di Ménaka è suddiviso in 5 comuni:
- Alata
- Andéramboukane
- Inékar
- Ménaka
- Tidermène